# Resolució 2203 del Consell de Seguretat de les Nacions Unides
La Resolució 2203 del Consell de Seguretat de les Nacions Unides, adoptada per unanimitat el 18 de febrer de 2015 després de reafirmar les resolucions 2030, 2048 i 2092, el Consell mostra la seva preocupació per la situació a Guinea Bissau després del cop d'estat de 2012, i tot i haver-se celebrat les eleccions previstes amb participació massiva decideix prorrogar el mandat de la UNIOGBIS un any fins al 29 de febrer de 2016. L'oficina havia de centrar-se en les següents prioritats:
1. Recolzar el diàleg polític i la reconciliació nacional, i contribuir a acords sobre grans qüestions polítiques.
2. Assessorar les autoritats estratègicament i tècnicament en la reforma dels serveis de seguretat i justícia.
3. Coordinar l'assistència internacional al país.

Les autoritats de Guinea Bissau, inclosos l'exèrcit i els partits polítics, i els habitants hauran de treballar junts per resoldre les causes fonamentals de la inestabilitat al país. S'ha de prestar especial atenció a la relació entre la política i l'exèrcit, la ineficàcia de les institucions estatals i l'aplicació de la llei, la impunitat, les violacions dels drets humans, la pobresa i la pobresa de serveis bàsics.
El març de 2015, a Brussel·les es va planificar una conferència internacional de donants per a Guinea Bissau. Es va encoratjar a la comunitat internacional a proporcionar els recursos necessaris per permetre reformes al país.